# الثورة الأوكرانية 2014
وقعت الثورة الأوكرانية 2014 (المعروفة أيضًا باسم ثورة الميدان الأوروبي، أو الانقلاب الأوكراني، أو ثورة الكرامة الأوكرانية) (بالأوكرانية: Революція гідності) في أوكرانيا في شهر فبراير عام 2014، حين انتهت سلسلة من الأحداث العنيفة التي شارك بها متظاهرون وشرطة مكافحة الشغب ومسلحون مجهولون في العاصمة كييف، بطرد الرئيس الأوكراني المُنتخب، فيكتور يانوكوفيتش، وإسقاط النظام الأوكراني.
سعت الحكومات الأوكرانية المتعاقبة في بدايات الألفية الثالثة إلى تشكيل علاقات أوثق مع الاتحاد الأوروبي. كانت حكومة يانوكوفيتش تتفاوض على اتفاقية شراكة مع الاتحاد الأوروبي منذ عام 2012. كان هكذا اتفاق تجاري شامل مع الاتحاد الأوروبي سيؤثر على الاتفاقيات التجارية الأوكرانية مع روسيا، بكونها أكبر شريك تجاري لأوكرانيا في ذلك الوقت. اعتقد يانوكوفيتش أنه يمكن معالجة التعقيدات، وقال أنه يعتزم دخول الاتفاقية، لكنه استمر بالتأجيل. فُسر هذا الأمر على أنه محاولة للتراجع عن توقيع هذه الاتفاقية، وأدى إلى موجة من الاحتجاجات باتت تُعرف بحركة «الميدان الأوروبي». أصبحت الاشتباكات بين المتظاهرين وشرطة مكافحة الشغب عنيفة، وأسفرت عن سقوط قتلى وصلت أعدادهم لما يقارب 130 شخص، من بينهم 18 ضابط شرطة. مع ازدياد التوترات، أصبح من المتعذر الدفاع عن سلامة الرئيس الشخصية؛ في 22 فبراير فرّ من كييف إلى روسيا. شرع المتظاهرون بأخذ السيطرة على الحكومة. في نفس ذلك اليوم، أعلن البرلمان إعفاء يانوكوفيتش من مهامه بنحو 328 صوت مقابل 0.
قال يانوكوفيتش أن هذا التصويت ليس شرعيًا ومن الممكن أن يكون بالإكراه، وطلب المساعدة من الاتحاد الروسي. اعتبرت روسيا أن إطاحة يانوكوفيتش عبارة عن انقلاب غير شرعي، ولم تعترف بالحكومة المؤقتة التي اتخذها المحتجون. قامت مظاهرات حاشدة ضد الثورة موالية لروسيا في المناطق الشرقية والجنوبية من أوكرانيا، إذ تلقى يانوكوفيتش هناك دعمًا قويًا في الانتخابات الرئاسية لعام 2010. تصاعدت هذه التظاهرات ووصلت إلى إجراء استفتاء القرم عام 2014، والتدخل العسكري الروسي، وتأسيس دول بحكم الأمر الواقع ومستقلة في دونيتسك ولوغانسك.
أقدمت الحكومة المؤقتة، بقيادة أرسيني ياتسينيوك، على توقيع اتفاقية الشراكة مع الاتحاد الأوروبي. أصبح بترو بوروشنكو رئيسًا لأوكرانيا بعد نصر ساحق في الانتخابات الرئاسية المبكرة غير المقررة لعام 2014. أعادت الحكومة الجديدة تعديلات الدستور الأوكراني لعام 2004 والتي أُلغيت بشكل مثير للجدل واعتُبرت غير دستورية عام 2010، وبدأوا بعملية تطهير واسعة النطاق للموظفين المدنيين الذين كان لهم علاقة بالنظام المخلوع. أُلغي القانون المتعلق باللغات الإقليمية، الذي سمح للمناطق الأوكرانية التي تحوي أقليات ثقافية كبيرة باستخدام لغاتهم الخاصة في إداراتهم المحلية.
وجد استطلاع، رُصد في شهر ديسمبر عام 2016 من قِبل معهد كييف العالمي لعلم الاجتماع، أن 34 بالمئة من المستَطلعين في أوكرانيا الواقعة تحت سيطرة الحكومة، اعتبروا التغيير في السلطة بأنه «انقلاب مسلح غير شرعي»، بينما اعتبر 56 بالمئة منهم أنها «ثورة شعبية».

## نظرة عامة
بدأت الاشتباكات بعد فترة من الهدوء النسبي في المظاهرات المناهضة للحكومة. انتهت فجأة في 18 فبراير 2014 عندما اشتبك المتظاهرون مع الشرطة. وقتل 82 شخصا على الأقل بينهم 13 من رجال الشرطة، وأكثر من 1,100 جريح.
بدأت أعمال الشغب الأولي في 18 فبراير 2014 عندما تقدم بعض من 20,000 من محتجين الميدان الأوروبي في كييف في محيط البرلمان الأوكراني لدعم استعادة دستور أوكرانيا إلى شكله عام 2004، الذي كان قد أُلغي من قبل المحكمة الدستورية محكمة أوكرانيا بعد فترة وجيزة من انتخاب فيكتور يانوكوفيتش رئيسا في عام 2010. سدت الشرطة الطريق أمامهم. ووصارت المواجهة عنيفة، ونقل عن مراسلين من هيئة الإذاعة البريطانية، أن كلا الجانبين يلقي باللوم على الطرف الآخر. أطلقت الشرطة المدافع والرصاص المطاطي، وبعد ذلك الذخيرة الحية (بما في ذلك الأسلحة الآلية وبنادق قنص)، في حين تستخدم أيضا الغاز المسيل للدموع وقنابل الفلاش في محاولة لصد الآلاف من المتظاهرين، الذين ردوا بالأسلحة البيضاء، والأسلحة النارية، والمتفجرات البدائية. حطم المتظاهرون مقر حزب الأقاليم وأضرمو فيه النار. اقتحمت الشرطة مخيم الاحتجاج الرئيسي على ميدان نيزاليجنوستي واجتاحو الساحة الرئيسية. مقر نقابات البناء، الميدان الأوروبي، أحرقت. واقترح المعلقون السياسيون أن أوكرانيا كانت على شفا حرب أهلية. بعض المناطق، بما في ذلك لفيف أوبلاست، أعلنت استقلالها السياسي عن الحكومة المركزية.

## تمهيد
اندلعت المظاهرات أولًا في نوفمبر عام 2013 بعد أن رفض يانوكوفيتش توقيع شراكة سياسية واتفاقية تجارة حرة مع الاتحاد الأوروبي في اجتماع للشراكة الشرقية في فيلنيوس عاصمة ليتوانيا، مختارًا بدلًا عن ذلك روابط أوثق مع روسيا. كان رئيس الوزراء ميكولا أزاروف قد طلب 20 مليار يورو (27 مليار دولار أمريكي) على شكل قروض ومساعدات. كان الاتحاد الأوروبي مستعدًا لتقديم 610 مليون يورو (838 مليون دولار) على شكل قروض، لكن روسيا كانت ستقدم 15 مليار دولار، فضلًا عن أسعار غاز أرخص. بالإضافة إلى ذلك، طلب الاتحاد الأوروبي تغييرات كبيرة في الأنظمة والقوانين الأوكرانية، لكن روسيا لم تطلب ذلك. طبقت روسيا أيضًا ضغط اقتصادي على أوكرانيا وأطلقت حملة دعائية ضد صفقة الاتحاد الأوروبي.
كان يانوكوفيتش مكروهًا بشكل كبير في الغرب الأوكراني لكنه حظي ببعض الدعم في الشرق - حيث كان مُتحدثي لغته الأصلية الروسية أكثر تعدادًا - وفي الجنوب. كانت المسيرات في البداية سلمية لكنها أصبحت عنيفة في يناير عام 2014 بعد أن مرّر البرلمان، الذي يهيمن عليه مؤيدي يانوكوفيتش، قوانين تستهدف قمع الاحتجاجات. حث الاتحاد الأوروبي والولايات المتحدة يانوكوفيتش على التفاوض من أجل نهاية سلمية للنزاع وقالوا بأنهم سيفرضون عقوبات على مسؤولي الحكومة إذا اتضحت مسؤوليتهم عن العنف.
في الفترة السابقة لثورة فبراير قُدمت اتفاقية عفو مع المتظاهرين سيتجنبون من خلالها تهم جنائية مقابل مغادرة المباني المحتلة من قِبلهم. أخلى المحتجون جميع مباني الإدارات الحكومية الإقليمية المحتلة، وفضّ الناشطون في كييف مواجهة شارع غروشيفسكي؛ حُرر مبنى بلدية كييف أيضًا وعاد إلى سيطرة الحكومة في 16 فبراير. كان من المقرر تحرير كل من سُجن سابقًا، لاشتراكه في الاحتجاجات، بعد 17 فبراير.
في 14 فبراير، قال يانوكوفيتش: «أود القول بأني استُفززت، وأنا مدفوع لاستخدام وسائل وطرق مختلفة لتسوية الوضع، لكن أود القول بأني لا أريد أن أكون في حرب. لا أريد لأي قرارات أن تُتخذ باستخدام هكذا طرق متطرفة». استدعى كل السياسيين ليكفوا عن الراديكالية ولفهم أنه «هناك خط لا يجب تجاوزه، وهذا الخط هو القانون».

### الانخراط الروسي
لعب الاعتقاد القائل بأن يانوكوفيتش كان يحاول تأسيس روابط أوثق مع روسيا، دورًا كبيرًا في الاحتجاجات. قبِل يانوكوفيتش «كفالة إنقاذ مالية» – 2 مليار دولار من أصل 15 مليار دولار – من روسيا، وفُسر هذا الأمر على أنه علامة تدل على مسعاه نحو روابط أوثق مع بوتين. كان المسؤولون الروس يضغطون على الإدارة الأوكرانية من أجل اتخاذ إجراء حاسم لسحق المظاهرات، وصدرت أوامر هجوم الشرطة على متظاهري الميدان الأوروبي بعد ساعات من تحويل المبلغ المالي - 2 مليار دولار - من روسيا. لام عدة وزراء حكوميين عبر أوروبا، روسيا على مفاقمة العنف.
في مقابلة جرت يوم 20 فبراير، قال ألكسندر موسينكو، كولونيل متقاعد من مديرية المخابرات الرئيسية الروسية، أنه لا يمكن حل النزاع إلا بالقوة، وأن أوكرانيا قد أثبتت أنها لا تستطيع الوجود كدولة مستقلة ذات سيادة. وفقًا للوثائق الحكومية التي نشرها نائب وزير الداخلية الأوكراني السابق غينادي ماسكال، فقد عمل المسؤولون الروس كمستشارين للعمليات ضد المتظاهرين. تضمنت العمليتان التي أُطلق عليهما اسم «ويف (الموجة)» و«بوميرانغ (المرتد)»، استخدام قناصين لتفريق الحشود وأخذ مقرات المتظاهرين في دار النقابات العمالية. قبل انشقاق بعض ضباط الشرطة، تضمنت الخطط نشر 22,000 شخص تابع لقوات أمن مشتركة في كييف. وفقًا للوثائق، مكث النائب الأول السابق لمديرية المخابرات الرئيسية الروسية في فندق كييف، ولعب دورًا كبيرًا في التحضيرات، ودُفع له من قِبل الأجهزة الأمنية الأوكرانية. وفقًا لرويترز، فإنه لا يمكن تأكيد صحة الوثائق. قال وزير الداخلية أرسين أفاكوف أن النزاع قد أُثير من قِبل طرف ثالث «غير أوكراني» وأن التحقيق كان جاريًا.
في 21 فبراير، بعد عملية قمع فاشلة تسببت بمقتل ما يقارب 100 شخص، قام يانوكوفيتش بعدة تنازلات. ردًا على ذلك، قال رئيس وزراء روسيا دميتري ميدفيديف أنه يجب على يانوكوفيتش التوقف عن التصرف «كشخص ذليل»، وأن التحويلات المستقبلية من القرض ستُجمد. قال سيرجي ماركوف، مستشار سياسي روسي، «ستفعل روسيا كل شيء يسمح به القانون لمنع [المعارضة] من الوصول إلى السلطة». في 24 فبراير، أصدر وزير الخارجية الروسي بيانًا يحث فيه الأوكرانيين على «اتخاذ إجراءات صارمة ضد المتطرفين الذين يحاولون أن يثبّتوا أنفسهم في السلطة»، ورفض ميدفيديف الاعتراف بشرعية الحكومة المؤقتة الأوكرانية.
خلال مؤتمر صحفي أُجري في 3 أبريل عام 2014، اتهم وزير الداخلية الأوكراني الجديد والمدعي العام وكبير مسؤولي الأمن، أكثر من 30 عميل من هيئة الأمن الفدرالية الروسية بالانخراط في عمليات القمع ضد المتظاهرين، قائلين أن هؤلاء العملاء، بالإضافة إلى مشاركتهم في عملية التخطيط، قد نقلوا جوًا شحنات من المتفجرات بكميات كبيرة إلى مطار قرب كييف. قال فالنتين ناليفايتشينكو، الرئيس المؤقت لوكالة أمن الدولة التابعة لجهاز أمن أوكرانيا، أن العملاء كانوا متمركزين في كييف خلال احتجاجات الميدان الأوروبي، وكانوا مزودين «بوسائل تواصل مع الدولة» أثناء إقامتهم في مُجمّع تابع لجهاز أمن أوكرانيا، وأبقوا على اتصال منتظم مع مسؤولي الأمن الأوكرانيين. قال ناليفايتشينكو: «نملك أسس مُثبتة لاعتبار أنه كان لهذه المجموعات التي تمركزت في أراضي التدريب التابعة لجهاز أمن أوكرانيا، دور في عمليات تخطيط وتنفيذ نشاطات ما يُسمى بعملية مكافحة الإرهاب». أضافَ، أكد المحققون، أن رئيس جهاز أمن أوكرانيا التابع ليانوكوفيتش، ألكسندر ياكيمنكو، الذي فر لاحقًا من البلاد، قد تلقى تقارير من عملاء هيئة الأمن الفدرالية الروسية المتمركزين في أوكرانيا، وأن ياكيمينكو عقد عدة اجتماعات مع العملاء. رفضت هيئة الأمن الفدرالية الروسية هذه الادعاءات باعتبارها «اتهامات لا أساس لها» ورفضت التعليق أيضًا.

#### جنوب وشرق أوكرانيا

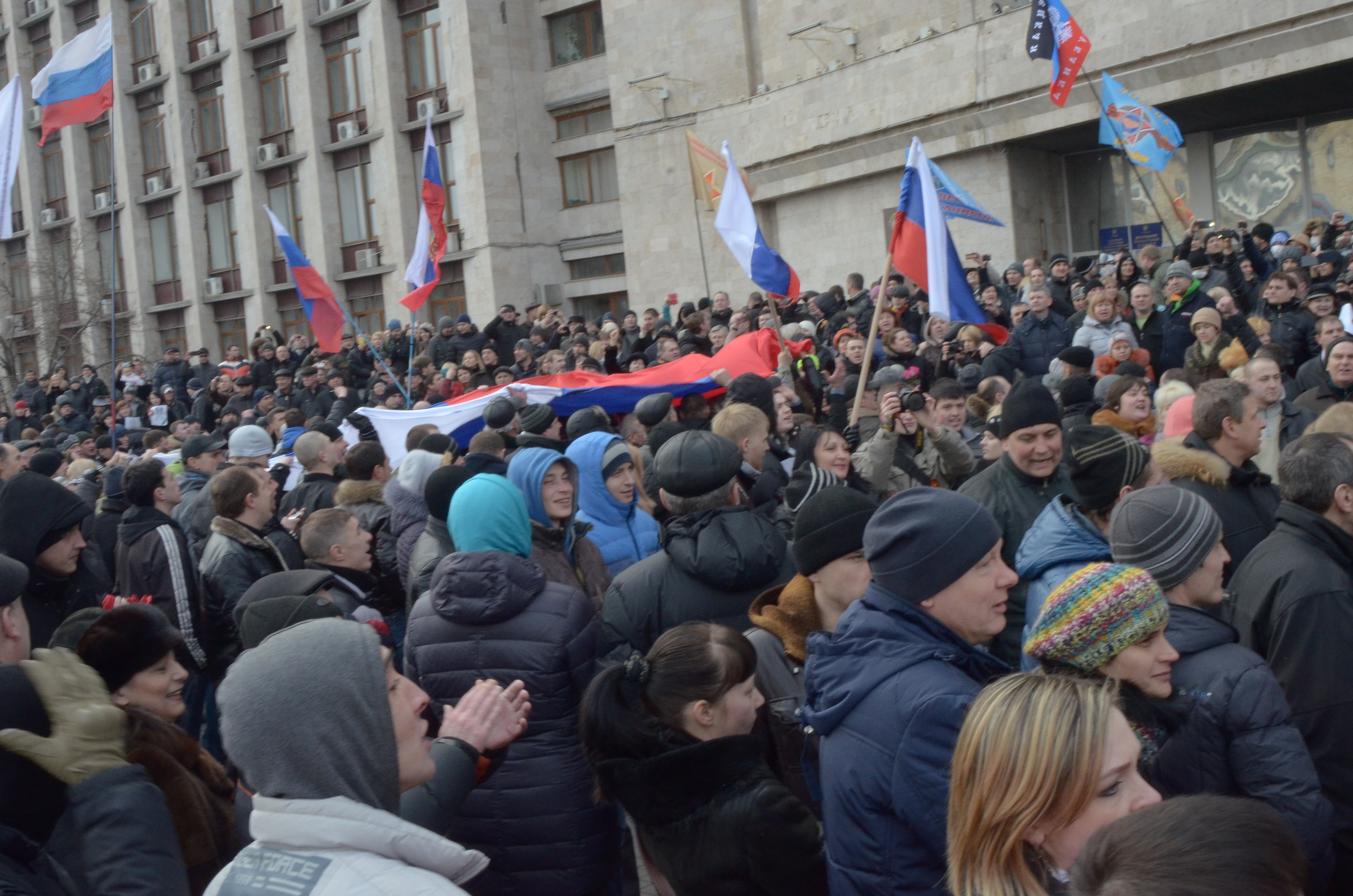
متظاهرون موالون لروسيا في دونيتسك، 1 مارس 2014.